# Frumușeni
Frumușeni – wieś w Rumunii, w okręgu Arad, w gminie Frumușeni. W 2011 roku liczyła 1614 mieszkańców. 